# Hollister (Califòrnia)
Hollister és una població dels Estats Units a l'estat de Califòrnia. Segons el cens del 2000 tenia 34.413 habitants.

## Demografia
Segons el cens del 2000, Hollister tenia 34.413 habitants, 9.716 habitatges, i 8.044 famílies. La densitat de població era de 2.022,4 habitants/km².
Dels 9.716 habitatges en un 52,2% hi vivien nens de menys de 18 anys, en un 65,3% hi vivien parelles casades, en un 12,2% dones solteres, i en un 17,2% no eren unitats familiars. En el 12,7% dels habitatges hi vivien persones soles el 4,7% de les quals corresponia a persones de 65 anys o més que vivien soles. El nombre mitjà de persones vivint en cada habitatge era de 3,52 i el nombre mitjà de persones que vivien en cada família era de 3,82.
Per edats la població es repartia de la següent manera: un 34,6% tenia menys de 18 anys, un 9,5% entre 18 i 24, un 33,8% entre 25 i 44, un 15,8% de 45 a 60 i un 6,3% 65 anys o més.
L'edat mediana era de 29 anys. Per cada 100 dones de 18 o més anys hi havia 98,5 homes.
La renda mediana per habitatge era de 56.104 $ i la renda mediana per família de 57.494 $. Els homes tenien una renda mediana de 41.971 $ mentre que les dones 28.277 $. La renda per capita de la població era de 18.857 $. Entorn del 6,9% de les famílies i el 9,5% de la població estaven per davall del llindar de pobresa.

## Poblacions més properes
El següent diagrama mostra les poblacions més properes.